# Temple international de la renommée du sport automobile
Pour les articles homonymes, voir Temple de la renommée.

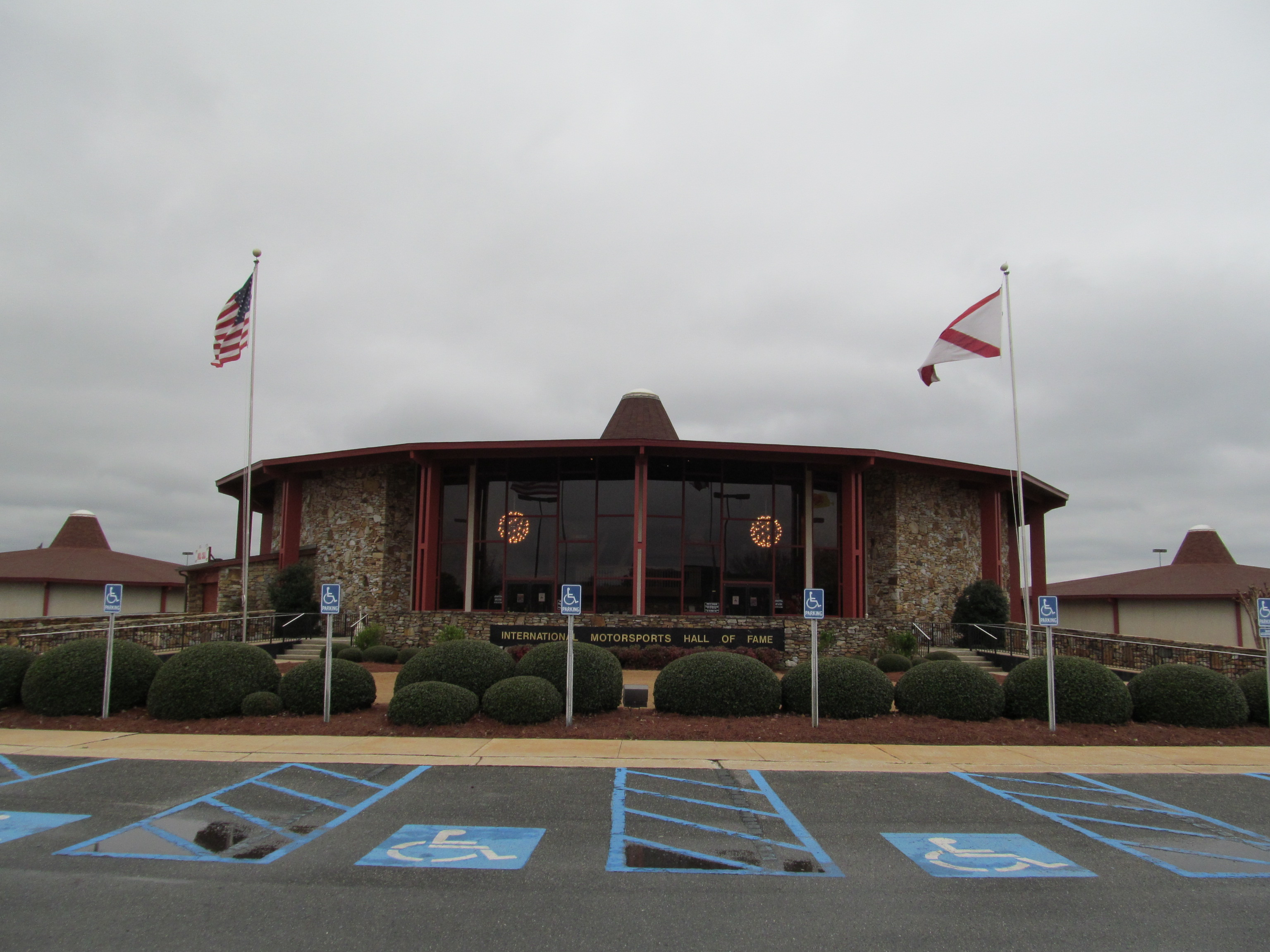
International Motorsports Hall of Fame

Le Temple international de la renommée du sport automobile (en anglais International Motorsports Hall of Fame ou IMHOF) est consacré aux pilotes, propriétaires, développeurs ou ingénieurs qui ont contribué le plus à la course automobile. Bien que de nombreuses nationalités soient représentées (avec Fangio, Moss, Senna, etc.), la plupart des membres sont des Américains qui ont couru dans les séries locales.
Il a été fondé en 1982 et est actuellement situé à Talladega en Alabama à côté du circuit de Talladega Superspeedway.

## Liste des intronisés
| Nom                | Admission | Nationalité       |
| ------------------ | --------- | ----------------- |
| J. C. Agajanian    | 2009      | États-Unis        |
| Bobby Allison      | 1993      | États-Unis        |
| Davey Allison      | 1998      | États-Unis        |
| Donnie Allison     | 2009      | États-Unis        |
| Joe Amato          | 2005      | États-Unis        |
| Mario Andretti     | 2000      | États-Unis        |
| Alberto Ascari     | 1992      | Italie            |
| Buck Baker         | 1990      | États-Unis        |
| Buddy Baker        | 1997      | États-Unis        |
| Tony Bettenhausen  | 1991      | États-Unis        |
| George Bignotti    | 1993      | États-Unis        |
| Neil Bonnett (en)  | 2001      | États-Unis        |
| Jack Brabham       | 1990      | Australie         |
| Craig Breedlove    | 2000      | États-Unis        |
| Jimmy Bryan        | 2001      | États-Unis        |
| Ettore Bugatti     | 2002      | Italie France     |
| Malcolm Campbell   | 1990      | Royaume-Uni       |
| Rudolf Caracciola  | 1998      | Allemagne         |
| Colin Chapman      | 1994      | Royaume-Uni       |
| Louis Chevrolet    | 1992      | Suisse États-Unis |
| Jim Clark          | 1990      | Royaume-Uni       |
| Briggs Cunningham  | 2003      | États-Unis        |
| Ralph DePalma      | 1991      | États-Unis        |
| Mark Donohue       | 1990      | États-Unis        |
| Ralph Earnhardt    | 1997      | États-Unis        |
| Richie Evans       | 1996      | États-Unis        |
| Juan Manuel Fangio | 1990      | Argentine         |
| Charles Farmer     | 2004      | États-Unis        |
| Enzo Ferrari       | 1994      | Italie            |
| Emerson Fittipaldi | 2003      | Brésil            |
| Tim Flock          | 1991      | États-Unis        |
| Henry Ford         | 1993      | États-Unis        |
| A.J. Foyt          | 2000      | États-Unis        |
| Ray Fox            | 2003      | États-Unis        |
| Bill France Jr.    | 2004      | États-Unis        |
| Bill France, Sr.   | 1990      | États-Unis        |
| Don Garlits        | 1997      | États-Unis        |
| Bob Glidden        | 2005      | États-Unis        |
| Andy Granatelli    | 1992      | États-Unis        |
| Peter Gregg        | 1992      | États-Unis        |
| Dan Gurney         | 1990      | États-Unis        |
| Mike Hailwood      | 2001      | Royaume-Uni       |
| Jim Hall           | 1997      | États-Unis        |
| Chip Hanauer       | 2005      | États-Unis        |
| Donald Healey      | 1996      | Royaume-Uni       |
| Graham Hill        | 1990      | Royaume-Uni       |
| Phil Hill          | 1991      | États-Unis        |
| Al Holbert         | 1993      | États-Unis        |
| Tony Hulman        | 1990      | États-Unis        |
| Dennis Hulme       | 2002      | Nouvelle-Zélande  |
| Harry Hyde         | 1999      | États-Unis        |
| Bobby Isaac        | 1996      | États-Unis        |
| Jacky Ickx         | 2002      | Belgique          |
| Ned Jarrett        | 1991      | États-Unis        |
| Gordon Johncock    | 1999      | États-Unis        |
| Junior Johnson     | 1990      | États-Unis        |
| Parnelli Jones     | 1990      | États-Unis        |
| Mel Kenyon         | 2003      | États-Unis        |
| Alan Kulwicki      | 2002      | États-Unis        |
| Niki Lauda         | 1993      | Autriche          |
| Fred Lorenzen      | 1991      | États-Unis        |
| Tiny Lund          | 1994      | États-Unis        |
| Nigel Mansell      | 2005      | Royaume-Uni       |
| John Marcum        | 1994      | États-Unis        |
| Banjo Matthews     | 1998      | États-Unis        |
| Rex Mays           | 1993      | États-Unis        |
| Bruce McLaren      | 1991      | Nouvelle-Zélande  |
| Rick Mears         | 1997      | États-Unis        |
| Louis Meyer        | 1992      | États-Unis        |
| Ralph Moody        | 1994      | États-Unis        |
| Stirling Moss      | 1990      | Royaume-Uni       |
| Shirley Muldowney  | 2004      | États-Unis        |
| Bill Muncey        | 2004      | États-Unis        |
| Tazio Nuvolari     | 1998      | Italie            |
| Fred Offenhauser   | 2001      | États-Unis        |
| Barney Oldfield    | 1990      | États-Unis        |
| Wally Parks        | 1992      | États-Unis        |
| Benny Parsons      | 1994      | États-Unis        |
| David Pearson      | 1990      | États-Unis        |
| Roger Penske       | 1998      | États-Unis        |
| Lee Petty          | 1990      | États-Unis        |
| Richard Petty      | 1997      | États-Unis        |
| Nelson Piquet      | 2000      | Brésil            |
| Ferdinand Porsche  | 1996      | Autriche          |
| Alain Prost        | 1999      | France            |
| Don Prudhomme      | 2000      | États-Unis        |
| Bobby Rahal        | 2004      | États-Unis        |
| Tim Richmond       | 2002      | États-Unis        |
| Eddie Rickenbacker | 1992      | États-Unis        |
| Glenn Roberts      | 1990      | États-Unis        |
| Kenny Roberts      | 1992      | États-Unis        |
| Mauri Rose         | 1994      | États-Unis        |
| Johnny Rutherford  | 1996      | États-Unis        |
| Wendell Scott      | 1999      | États-Unis        |
| Ayrton Senna       | 2000      | Brésil            |
| Wilbur Shaw        | 1991      | États-Unis        |
| Carroll Shelby     | 1991      | États-Unis        |
| Louise Smith       | 1999      | États-Unis        |
| Jackie Stewart     | 1990      | Royaume-Uni       |
| John Surtees       | 1996      | Royaume-Uni       |
| Herb Thomas        | 1994      | États-Unis        |
| Mickey Thompson    | 1990      | États-Unis        |
| Curtis Turner (en) | 1992      | États-Unis        |
| Al Unser           | 1998      | États-Unis        |
| Bobby Unser        | 1990      | États-Unis        |
| Bill Vukovich      | 1991      | États-Unis        |
| Darrell Waltrip    | 2005      | États-Unis        |
| Rodger Ward        | 1992      | États-Unis        |
| A.J. Watson        | 2003      | États-Unis        |
| Joe Weatherly      | 1994      | États-Unis        |
| Glen Wood          | 2002      | États-Unis        |
| Cale Yarborough    | 2002      | États-Unis        |
| Smokey Yunick      | 1990      | États-Unis        |